# Plasta Erkner
Der VEB Plasta Erkner war ein Industriebetrieb der DDR mit Hauptsitz in Erkner bei Berlin. Der Betrieb stellte hochfeste, faserverstärkte Formmassen und technische Phenolharze her, beides fand in den Karosserie-Teilen des Trabant Verwendung. Der VEB Plasta war einer der größten Betriebe Erkners und beschäftigte bis etwa 500 Mitarbeiter. Am Werksstandort fand die erste industrielle Produktion von Kunststoffen weltweit statt.

## Geschichte

### Gründung und Vorkriegsgeschichte

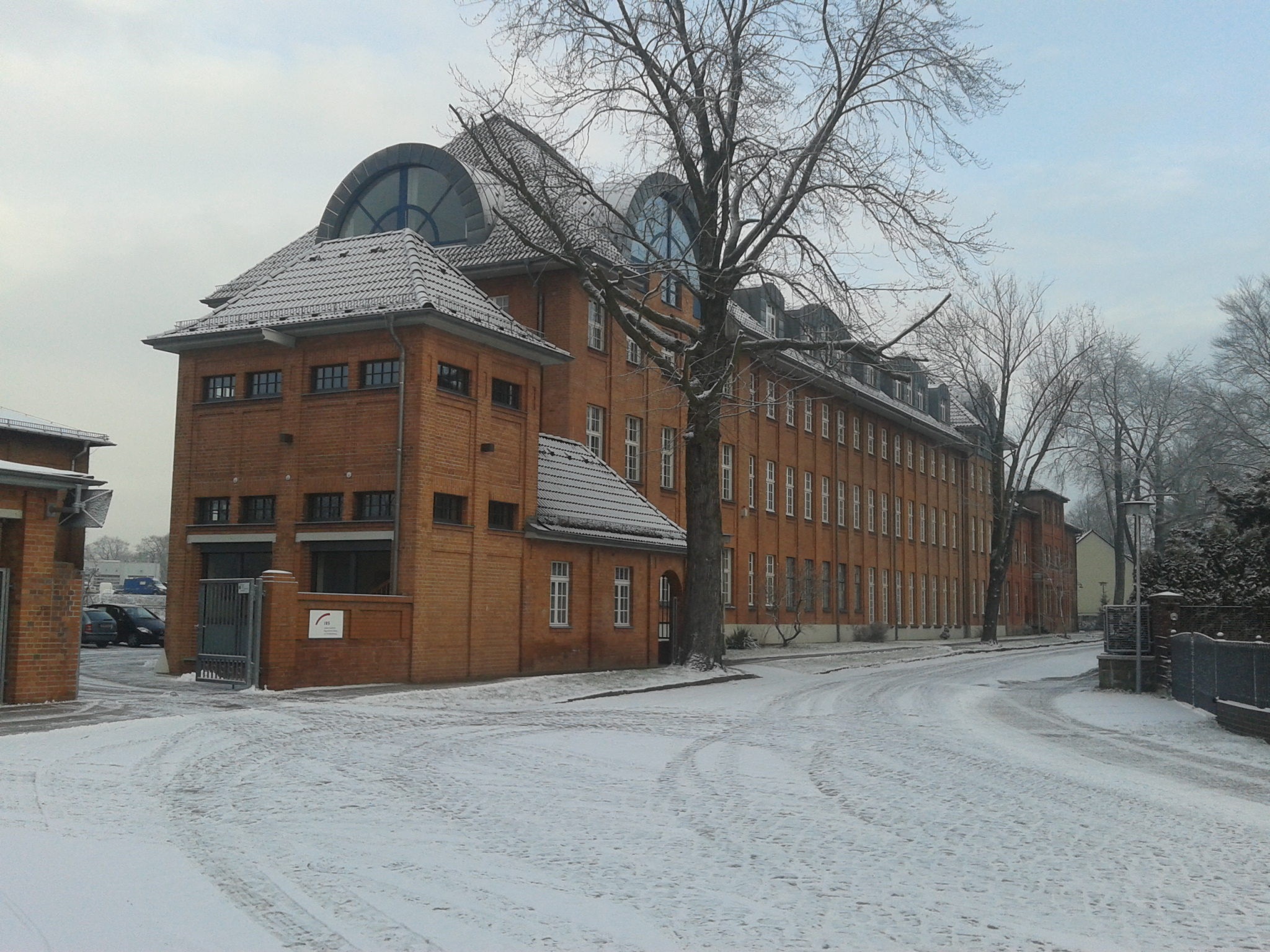
Denkmalgeschütztes Produktions- und Verwaltungsgebäude der Bakelite GmbH an der Flakenstraße 28–31 in Erkner

1907 meldete Leo Baekeland das US-Patent für ein Herstellungsverfahren für das Kunstharz Bakelit an, 1908 erhielt er auch in Deutschland das Patent. 1909 erwarben die Rütgerswerke eine Lizenz, und begannen 1910 in Erkner mit der weltweit ersten industriellen Produktion von Kunststoffen in einem Schuppen auf dem Gelände der Rütgerswerke in Erkner. Die Produktion erfolgte durch die Bakelite GmbH, an der Baekeland eine Minderheitsbeteiligung hielt. Hauptgesellschafter war Julius Rütgers. Das zur Herstellung von Bakelit benötigte Vorprodukt Phenol fiel ohnehin in der Steinkohlen-Destillation der Rütgerswerke als Abfallprodukt an.
Der erste eigene Standort des Bakelit-Werks befand sich in der Flakenstraße, auf der östlichen Seite des Flakenfließes. Dort baute die Rütgers AG ab 1913 das erste Bakelit-Werk in Erkner, das ab 1916 die Bakelit-Produktion aufnahm. 1921 wurde die volle Kapazität erreichte. Die Bakelite GmbH in Erkner stellte Kunststoffteile her, die vor allem in der elektrotechnischen Industrie als Gehäuse und Sicherung Verwendung fanden. Bakelit ist ein guter elektrischer Isolator und hitzebeständig. Hauptabnehmer waren die schnell wachsenden Unternehmen der Elektroindustrie wie Siemens und AEG, die in Berlin ansässig waren.
1927 liefen die Patente von Baekelands aus und zahlreiche Konkurrenten begannen mit der Produktion. 1936 zog das Werk an die Berliner Straße um, südöstlich der Eisenbahnstrecke und des Bahnhofs.

### Verstaatlichung und Betrieb in der DDR
Nach dem Ende des Zweiten Weltkriegs wurden die Werksanlagen größtenteils demontiert und als Reparationsleistung in die Sowjetunion verbracht. Die Bakelit-Fabrik und die benachbarte Steinkohlenteer-Raffinerie – beides in Besitz der Rütgerswerke – wurden entschädigungslos enteignet. Der VEB Plasta Kunstharz- und Preßmassenfabrik Erkner entstand 1948 durch Neugründung am ehemaligen Standort Erkner der Bakelite AG. Bis 1953 wurde die Produktion wieder hochgefahren. Die Bakelit GmbH verlegte den Firmensitz nach Iserlohn in den Westen Deutschlands, wo von 1950 bis 1952 ein Bakelite-Werk errichtet wurde.
Im Jahr 1957 entwickelte Rolf Weichert (Leiter Forschung und Entwicklung im Werk) einen Plastikwerkstoff aus Phenol, Anilin und Formaldehyd, der flexibel genug zur Formung war, und dennoch stabil genug blieb, um die Lasten einer Pkw-Karosserie zu tragen. Mit diesem Werkstoff wurde der P 70 beplankt. Somit war der P 70 der erste Plastik-Personenwagen der Welt. 1958 folgte der Trabant P 50 mit faserverstärkter Duroplast-Karosserie. Der Verbundwerkstoff für die Karosserieteile des Trabants wurde bis 1991 in Erkner gefertigt, also für die Modelle P 60, P 601 sowie den letzten Trabant 1.1. Das eingesetzte Material war ein eigenhärtendes Phenol-Resol, ab Ende der 1970er Jahre das Plastoresin 223/3. Für die Trabantproduktion wurden in Erkner jährlich 5000 Tonnen Phenolresol produziert. In Zwickau wurden in einer Produktionsstraße Baumwollfliese schichtweise mit dem Phenolharz-Pulver aus Erkner bestreut, verdichtet und grob zugeschnitten. In beheizten hydraulischen Pressen härtete dieser Verbundwerkstoff unter Druck zu Duroplast-Formteilen aus. Eine Trabant-Karosserie bestand je nach Ausführung und Baujahr aus bis zu zehn dieser Formteile.
1977 wurde ein Forschungszentrum für Duroplaststoffe eröffnet. Modernisierungen des Werks blieben jedoch aus. Das führte zu einer starken Geruchs- und Grundwasserbelastung durch das umwelt- und gesundheitsschädliche Phenolharz. Der Betrieb gehörte zum 1979 gegründeten Kombinat Plast- und Elastverarbeitung.
Vor der friedlichen Revolution arbeiteten 1989 mehr als 500 Menschen im Betrieb. Jährlich wurden etwa 40.000 Tonnen Kunststoffe produziert, darunter Phenolharze für die Trabantkarosse, Leiterplatten, Formmassen und mit Polyester-Glasfaser verstärkte Prepregs. Nach 1989 brach das Produktionsvolumen zusammen und betrug nur noch 650 Tonnen. Die meisten Mitarbeiter wurden entlassen. 1991 endete die Trabant-Produktion und damit die Nachfrage nach dem Phenolresol aus Erkner.

### Privatisierung
1991 erwarben die Investoren Klaus Zenkner und der Bowlingbahn-Hersteller Karl Funk die Kunstharzfabrik Plasta Erkner von der Treuhand. Die dafür gegründete Funk & Zenkner Verwaltungsgesellschaft hatte einen Kaufpreis von 25 Millionen DM zu entrichten. Bei der Umsetzung des Vertrags gab es Streitigkeiten über die Frage, wer die Beseitigung von ökologischen Altlasten zu tragen hatte. Laut einem Gutachten sollte die Sanierung des 140.000 Quadratmeter großen Firmengeländes rund 87 Millionen DM kosten. Das Gelände wurde letztlich saniert, die Schadstoffemissionen drastisch gesenkt.
Prefere Resins entstand im Jahr 2000 aus dem Zusammenschluss von Werken, die vorher zu Neste und Perstorp gehörten. 2002 erwarb die finnische Dynea Oy den Betrieb und produzierte dort weiter Phenolharze. 2014 veräußerte Dynea Oy die Dynea Erkner GmbH an das deutsche Private-Equity-Unternehmen Capiton AG. Capiton verkaufte 2018 die inzwischen umfirmierte Prefere Resins Holding GmbH mit Hauptsitz in Erkner an die Beteiligungsgesellschaft Silverfleet Capital weiter. 2019 beschäftigte das Werk noch 122 Mitarbeiter und Auszubildende, die jährlich 80 000 Tonnen Phenol- und Melaminharz produzieren.